# Boliwia na Letnich Igrzyskach Olimpijskich 2016
Boliwię na Letnich Igrzyskach Olimpijskich 2016, które odbyły się w Rio de Janeiro, reprezentowało 12 zawodników – 6 mężczyzn i 6 kobiet.
Był to czternasty start reprezentacji Boliwii na letnich igrzyskach olimpijskich.

## Reprezentanci

### Judo
Mężczyźni
| Zawodnik     | Konkurencja | 1/16               | 1/8              | Ćwierćfinał      | Półfinał         | Repasaż          | Finał/BM         | Finał/BM |
| Zawodnik     | Konkurencja | Przeciwnik Wynik   | Przeciwnik Wynik | Przeciwnik Wynik | Przeciwnik Wynik | Przeciwnik Wynik | Przeciwnik Wynik | Pozycja  |
| ------------ | ----------- | ------------------ | ---------------- | ---------------- | ---------------- | ---------------- | ---------------- | -------- |
| Martín Miche | −90 kg      | González P 000-110 | NQ               | NQ               | NQ               | NQ               | NQ               | NQ       |

### Kolarstwo

#### Kolarstwo szosowe
Mężczyźni
| Zawodnik    | Konkurencja                | Czas | Miejsce |
| ----------- | -------------------------- | ---- | ------- |
| Óscar Soliz | wyścig ze startu wspólnego | DNF  | DNF     |

### Lekkoatletyka
Mężczyźni:
| Zawodnik                | Konkurencja   | Finał   | Finał   |
| Zawodnik                | Konkurencja   | Wynik   | Miejsce |
| ----------------------- | ------------- | ------- | ------- |
| Marco Antonio Rodríguez | chód na 20 km | 1:25:11 | 45.     |
| Ronald Quispe           | chód na 50 km | 4:02:00 | 30.     |

Kobiety
| Zawodniczka      | Konkurencja   | Finał   | Finał   |
| Zawodniczka      | Konkurencja   | Wynik   | Miejsce |
| ---------------- | ------------- | ------- | ------- |
| Ángela Castro    | chód na 20 km | 1:33:28 | 18.     |
| Wendy Cornejo    | chód na 20 km | 1:33:28 | 31.     |
| Stefany Coronado | chód na 20 km | 1:33:28 | 43.     |
| Rosemary Quispe  | maraton       | 2:58:32 | 117.    |

### Pływanie
Mężczyźni
| Zawodnik                 | Konkurencja   | Eliminacje | Eliminacje | Półfinał | Półfinał | Finał | Finał  |
| Zawodnik                 | Konkurencja   | Czas       | Miejsce    | Czas     | Miejsce  | Czas  | Miejsc |
| ------------------------ | ------------- | ---------- | ---------- | -------- | -------- | ----- | ------ |
| José Alberto Quintanilla | 50 m dowolnym | 23,35      | 46.        | NQ       | NQ       | NQ    | NQ     |

Kobiety
| Zawodniczka  | Konkurencja   | Eliminacje | Eliminacje | Półfinał | Półfinał | Finał | Finał   |
| Zawodniczka  | Konkurencja   | Czas       | Miejsce    | Czas     | Miejsce  | Czas  | Miejsce |
| ------------ | ------------- | ---------- | ---------- | -------- | -------- | ----- | ------- |
| Karen Tórrez | 50 m dowolnym | 26,12      | 46.        | NQ       | NQ       | NQ    | NQ      |

### Strzelectwo
Mężczyźni
| Zawodnik           | Konkurencja           | Kwalifikacje | Kwalifikacje | Finał  | Finał   |
| Zawodnik           | Konkurencja           | Punkty       | Miejsce      | Punkty | Miejsce |
| ------------------ | --------------------- | ------------ | ------------ | ------ | ------- |
| Rudolf Knijnenburg | pistolet dowolny 50 m | 522          | 41.          | NQ     | NQ      |

Kobiety
| Zawodniczka   | Konkurencja               | Kwalifikacje | Kwalifikacje | Finał  | Finał   |
| Zawodniczka   | Konkurencja               | Punkty       | Miejsce      | Punkty | Miejsce |
| ------------- | ------------------------- | ------------ | ------------ | ------ | ------- |
| Carina García | karabin pneumatyczny 10 m | 405,6        | 44.          | NQ     | NQ      |